# NGC 4680
NGC 4680 ist eine Spiralgalaxie vom Hubble-Typ S/P im Sternbild Jungfrau auf der Ekliptik. Sie ist schätzungsweise 106 Millionen Lichtjahre von der Milchstraße entfernt und hat einen Durchmesser von etwa 45.000 Lj.
 Im selben Himmelsareal befinden sich u. a. die Galaxien NGC 4700 und NGC 4708.
Die Typ-Ia(pec)-Supernova SN 1997bp wurde hier beobachtet.
Das Objekt wurde am 27. Mai 1835 von John Herschel mit einem 18-Zoll-Spiegelteleskop entdeckt, der sie mit „eF, S, has one or two small stars entangled in it“ beschrieb.